# Pablo Bruna
Pablo Bruna (Daroca, de Zaragoza, 1611-íd., 26 de junio de 1679), conocido como El Ciego de Daroca,  fue un compositor de música y organista español del siglo XVII.

## Vida
Daroca era un centro de peregrinación en el siglo XVII a causa del Misterio de los Corporales. Las siete iglesias, la mayor la colegiata, y los siete conventos que poseía la ciudad es probable que tuvieran todas órgano (se sabe con seguridad de cinco de las iglesias). De este ambiente musical surgiría Bruna.
Nacido en Daroca, fue el segundo hijo de los diez que tuvieron Blas Bruna y María Tardez. Se quedó ciego a los cinco o seis años por una enfermedad, pero eso no impidió que aprendiera música al igual que sus hermanos Blas y Orosia. De tal guisa que a los 16 ya se le permite ser organista de la Colegiata de Santa María la Mayor y de los Corporales de Daroca, pero no se le nombrará organista oficialmente hasta 1631, cuatro años después. Ocupará el puesto hasta su muerte, en 1679. Bruna tocaba el instrumento construido por los organeros Guillaume y Gaudioso de Lupe, padre e hijo, respectivamente, considerado uno de los mejores de España.
En 1669, Bruna fue nombrado maestro de capilla en sustitución de Juan Baraza, que se había ido a la Catedral de Huesca. Quedaría al cargo hasta 1677, año en que lo sustituyó Juan de Torres, maestro de capilla de la Catedral de Jaca.
Murió en Daroca, donde pasó toda su vida, en 1679, tras donar sus bienes e instrumentos musicales a su familia, amigos y discípulos.

### Fama
Su fama en vida fue enorme. Los reyes Felipe IV de España (Felipe III de Aragón) y Carlos II hacían parada en Daroca para escuchar al maestro Bruna. El cabildo de El Pilar de Zaragoza lo invitó en 1639 a quedarse como organista, pero Bruna lo rechazó.
Su popularidad crecía por el flujo de peregrinos de Daroca, y hubo en la época una polémica sobre si Bruna era mejor o no que Andrés Peris, el organista ciego de la Catedral de Valencia.
De sus contemporáneos, Rodríguez y Martel dice que Bruna convierte la ceguera «en gozo y habilidad» y que «el que hoy reside [en la Colegial] está dispensado de la asistencia del Coro porque no es sacerdote. Cumple solamente con la obligación de tañer el órgano, y bien tañido, que dudaré que en toda España y Europa se taña mejor, no parecerá exageración a quien conozca a Pablo Bruna, conocido comúnmente en la lama por "el Ciego de Daroca"». El licenciado Núñez lo describe como un «río caudaloso de Música, insondable por su profundidad».

### Maestro de músicos
Bruna enseñó a varios músicos de talla, y muchos organistas posteriores de las iglesias y de los conventos de la ciudad fueron sus mancebos organistas.
Entre sus discípulos, merecen destacarse Francisco y Diego Xaraba y Bruna, sobrinos de Pablo Bruna. Diego fue organista de la capilla del gobernador de Aragón don Juan José de Austria, de El Pilar de Zaragoza y de la Capilla Real de Madrid. También lo fueron fray Pablo Nasarre, organista ciego que tocaba en el Convento de San Francisco de Zaragoza, Diego de Montestruque, asimismo organista de la colegiata de Daroca, Pedro Escuín, Jaime López, Andrés Estrada, Bartolomé Ferrer, Carlos Moliner, Carlos Belmonte, Antonio Cortés, Domingo Alegre, etc.

## Obra
De su obra se conservan unos 20 tientos, 7 variaciones del Pange Lingua hispano, versos de los tonos primero, segundo y tercero, villancicos a cuatro voces, el Torno a quatro y un Benedictus a cuatro voces. De sus tientos, el más famoso es el que toma de base la Letanía de la Virgen.
Sus obras se conservan en la Biblioteca Nacional de Madrid, el monasterio de San Lorenzo de El Escorial, la Biblioteca de Cataluña (Barcelona), la Biblioteca Municipal de Oporto (Portugal) y la Catedral de Vich (Barcelona).